# L.E.F.
L.E.F. (англ. Loud, Electronic, Ferocious — рус. громкий, электронный, жестокий) — пятый студийный альбом диджея Ферри Корстена, вышедший в 2006 году. В записи альбома участвовали такие музыканты и музыкальные коллективы, как Говард Джонс, Guru, Oz и другие.

## Список композиций
1. 0:59 — «Intro»
2. 5:42 — «Are You Ready»
3. 4:31 — «Fire»
4. 3:24 — «L.E.F.»
5. 5:43 — «Into The Dark»
6. 7:31 — «Galaxia»
7. 5:54 — «Beautiful»
8. 5:49 — «Possession»
9. 4:47 — «On My Mind»
10. 4:56 — «Down On Love»
11. 3:21 — «Forever»
12. 4:00 — «Watch Out»
13. 2:37 — «Junk»
14. 4:59 — «Cubikated»
15. 5:28 — «Freefalling»
16. Бонусные треки (различные в зависимости от региона)

## Бонусные треки
Всего было выпущено четыре версии альбома, различающиеся только последним бонусным треком:
- 5:44 — «I Love You» — в европейской версии
- 3:41 — «Prison Break Theme (Ferry Corsten Breakout Mix)» — в североамериканской версии. Ремикс заглавной музыкальной композиции из телесериала Побег.
- 10:53 — «System F — Insolation (Ferry Corsten Flashover Mix)» — в азиатской версии. Также к диску в азиатской версии прилагался DVD с дополнительными материалами.
- 4:32 — «Daylight» — в версии для других регионов.